# Motorland Aragón
Motorland Aragón (officieel Ciudad del Motor de Aragón) is een 5,3 km lang circuit in Alcañiz, Spanje.
Het circuit is ontworpen door Hermann Tilke, in samenwerking met het Britse architectenbureau Foster and Partners. Formule 1-coureur Pedro de la Rosa trad op als technisch en sportief consultant.
Rondom het circuit is een park aangelegd met daarin plaats voor sport en ontspanning. Tevens is er een technologisch centrum gevestigd op dit park.

## Raceklasses
Vanaf 2009 zijn de World Series by Renault actief op dit circuit. Verder wordt het circuit gebruikt voor verschillende Spaanse auto- en motorsport kampioenschappen.
Het circuit wordt ook gebruikt door verschillende Formule 1 en MotoGP teams. Deze teams gebruiken het circuit als testlocatie in de wintermaanden. Hiernaast is het circuit aangesteld als "reserverace" voor het MotoGP kampioenschap in 2010.

## Lay-outs
Het circuit heeft een aantal lay-outs. Er is onder andere een autosport-circuit (goedgekeurd door de FIA) en een motorsport-circuit (goedgekeurd door de FIM).

FIA (autosport) lay-out
FIM (motorsport) lay-out
Verkorte autosport lay-out
Verkorte motorsport lay-out

## Fotogalerij

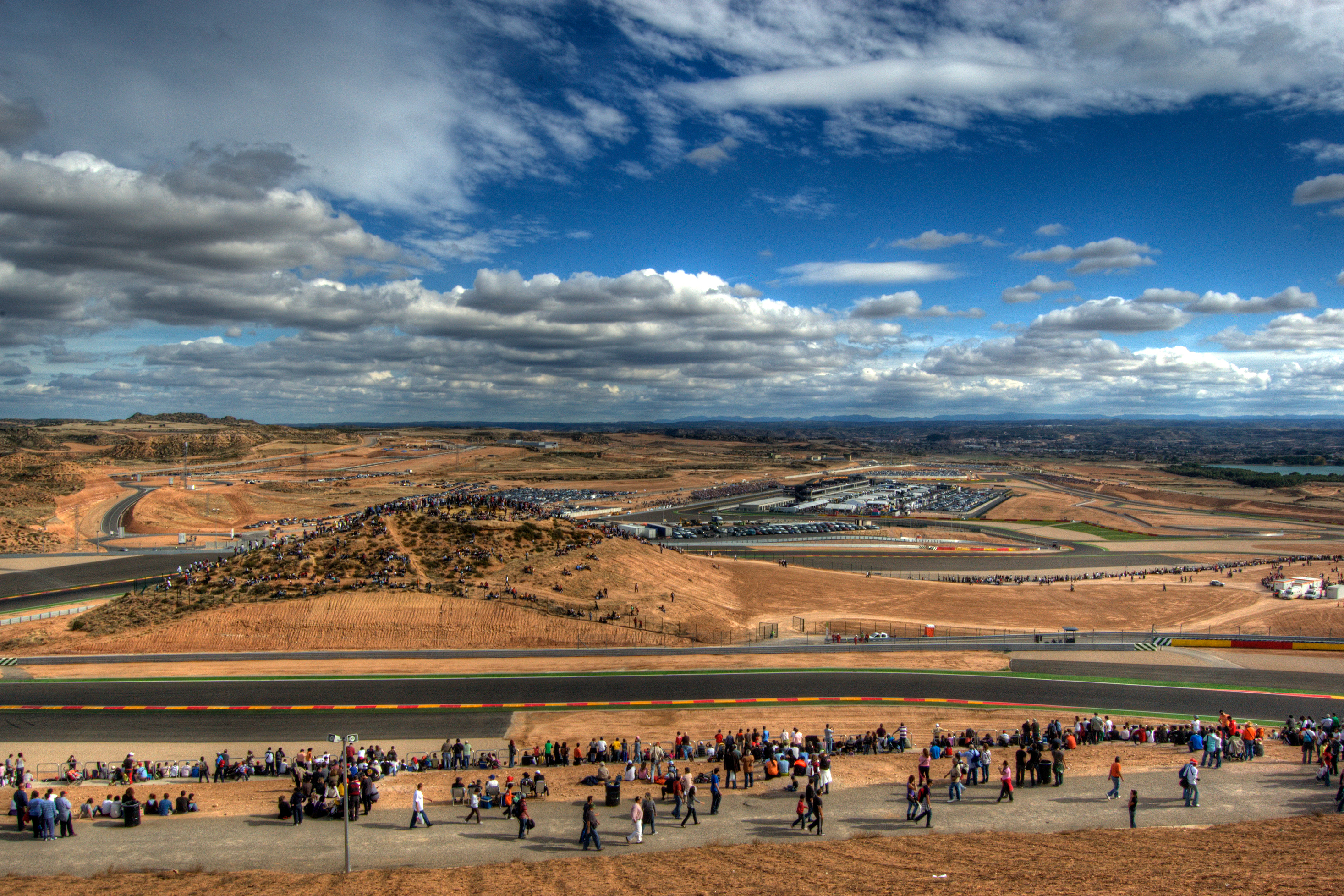
Panoramafoto van het circuit, 2009.